# Angel on My Shoulder
Angel on my shoulder es el segundo sencillo extraído del disco Pictures of the other side de Gareth Gates.
Gareth Gates describió la canción como "todo el mundo puede sentirse identificado con la canción". El cantante apuntó también que líricamente "la letra habla de cuando las cosas van mal en la vida de una persona, ya sea un familiar, un compañero o un amigo".
El sencillo entró en un muy decepcionante número 22 en las listas del Reino Unido, estando únicamente una semana en el top 40 de dicha lista. Debido al poco éxito del álbum Pictures of the other side su compañía discográfica decidió no editar un nuevo sencillo y una gira de conciertos por todo Reino Unido fue cancelada.
- Datos: Q4762344